# ماغنوس برونر
ماغنوس برونر (بالألمانية: Magnus Brunner)‏ هو سياسي نمساوي، ولد في 6 مايو 1972 في النمسا. حزبياً، نشط في حزب الشعب النمساوي وVorarlberger Volkspartei ‏. وقد انتخب عضو المجلس الاتحادي النمساوي (8 مايو 2009 – ).